# Ryszard Zalewski

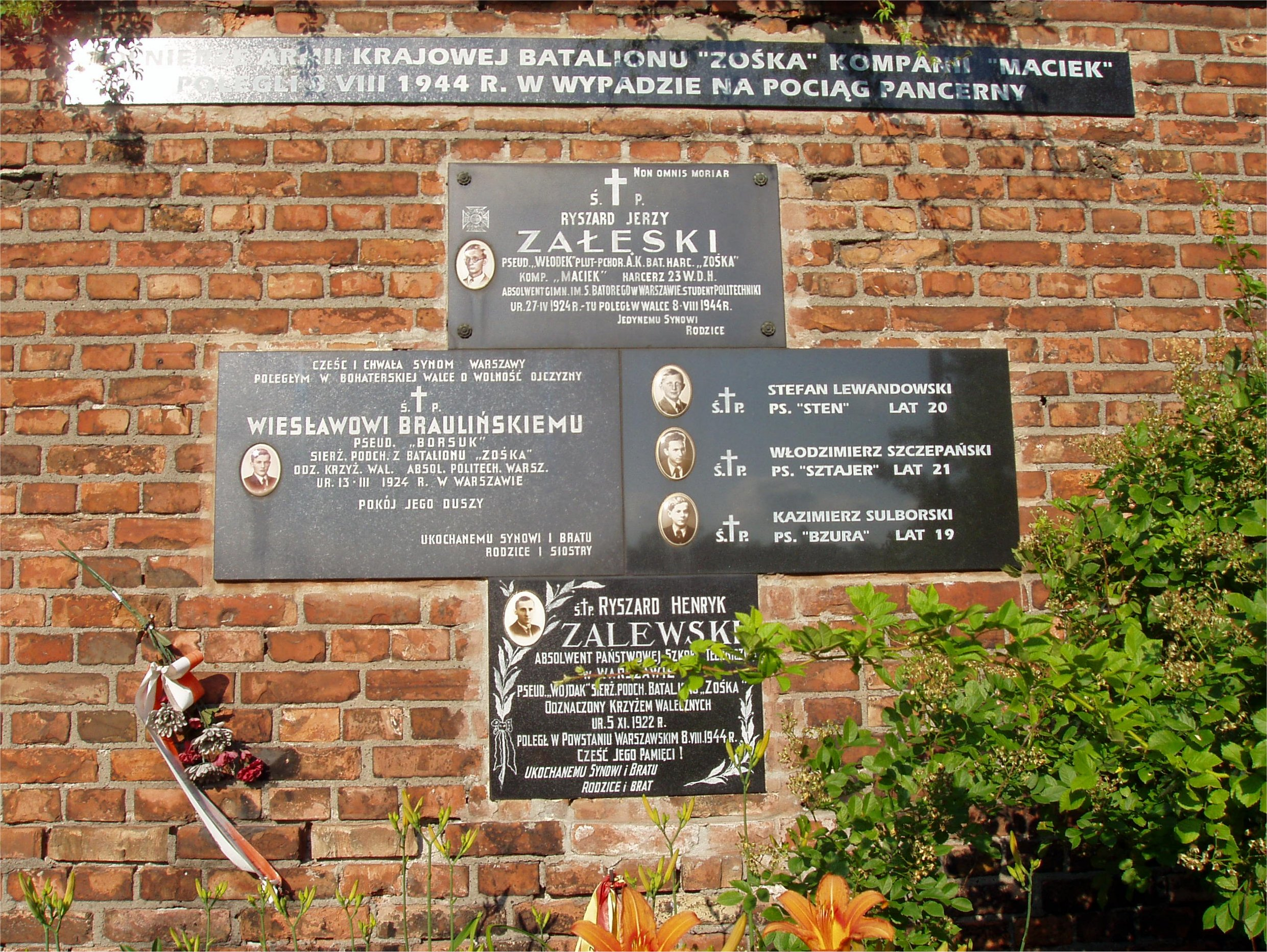
Miejsce śmierci Zalewskiego. Tablice pamiątkowe na ścianie Cmentarza Powązkowskiego przy ul. Jana Ostroroga, róg Tatarskiej

Ryszard Henryk Zalewski ps. Wojdak (ur. 5 listopada 1922 w Kamieńczyku, zm. 8 sierpnia 1944 w Warszawie) – sierżant podchorąży, w powstaniu warszawskim walczył w szeregach 1. kompanii „Maciek” batalionu „Zośka” Zgrupowania „Radosław” Armii Krajowej. Syn Henryka.
Podczas okupacji niemieckiej działał w polskim podziemiu zbrojnym. Należał do Hufca Wola. Brał udział w akcji Wilanów, znajdował się w grupie lotnicy, pod dowództwem Jana Kopałki. Ukończył Państwową Szkołę Techniczną w Warszawie. Poległ 8. dnia powstania warszawskiego w walkach przy ul. Jana Ostroga (róg Tatarskiej) na Woli. Miał 21 lat. Wraz z nim zginęli: Ryszard Załęski (ps. „Włodek”), Wiesław Brauliński (ps. „Borsuk”), Stefan Lewandowski, Włodzimierz Szczepański i Kazimierz Sulborski.
Został odznaczony Krzyżem Walecznych. Jego symboliczna mogiła znajduje się na Powązkach Wojskowych w Warszawie.